# Diocesi di Giro
La diocesi di Giro (in latino: Dioecesis Girensis) è una sede soppressa e sede titolare della Chiesa cattolica.

## Storia
Giro, nell'odierna Algeria, è un'antica sede episcopale della provincia romana di Numidia.
Sono solo due i vescovi conosciuti di questa diocesi africana. Alla conferenza di Cartagine del 411, che vide riuniti assieme i vescovi cattolici e donatisti dell'Africa romana, prese parte il cattolico Luciano; la sede non aveva in quell'occasione nessun vescovo donatista. È probabilmente da identificare con l’omonimo vescovo che sottoscrisse la lettera sinodale del concilio antipelagiano celebrato a Milevi nel 416.
Secondo vescovo noto è Marziale, il cui nome appare al 9º posto nella lista dei vescovi della Numidia convocati a Cartagine dal re vandalo Unerico nel 484; Marziale, come tutti gli altri vescovi cattolici africani, fu condannato all'esilio.
In entrambe queste fonti documentarie, il nome del vescovo di Giro precede o segue quello del vescovo di Cuicul; Mesnage e Jaubert ne deducono che probabilmente il sito dell'antica Giro è da localizzarsi nei pressi di Djémila.
Dal 1933 Giro è annoverata tra le sedi vescovili titolari della Chiesa cattolica; dal 19 giugno 1989 il vescovo titolare è Julián García Centeno, già vicario apostolico di Iquitos.

## Cronotassi

### Vescovi residenti
- Luciano † (prima del 411 - dopo il 416 ?)
- Marziale † (menzionato nel 484)

### Vescovi titolari
- Louis Prosper Durand, O.F.M. † (20 gennaio 1950 - 7 agosto 1972 deceduto)
- Ireneo Ali Amantillo, C.SS.R. † (2 gennaio 1976 - 6 settembre 1978 nominato vescovo di Tandag)
- Diosdado Aenlle Talamayan (20 ottobre 1983 - 31 gennaio 1986 nominato arcivescovo di Tuguegarao)
- Camilo Diaz Gregorio † (12 gennaio 1987 - 20 maggio 1989 nominato vescovo di Bacolod)
- Julián García Centeno, O.S.A., dal 19 giugno 1989